# Thống tướng Ukraina
Thống tướng Ukraina (tiếng Ukraina: Генерал армії України) là cấp bậc tướng lĩnh cao nhất có thể có trong Lực lượng Vũ trang Ukraina từ năm 1993 đến năm 2020. Trong suốt thời kỳ tồn tại, cấp bậc Thống tướng Ukraina xếp trên cấp bậc Thượng tướng và không có cấp bậc hải quân tương đương. Cấp bậc này cũng được trao cho chỉ huy cao cấp của lực lượng nội vụ hoặc phòng vệ dân sự Ukraina.
Người đầu tiên được phong quân hàm này là Andriy Vasylyshyn vào ngày 19 tháng 8 năm 1993.
Từ tháng 10 năm 2020, cấp bậc Thống tướng Ukraina đã được bãi bỏ. Thay vào đó là cấp bậc Đại tướng vừa được đặt ra. Cấp hiệu Đại tướng cũng mang 4 ngôi sao pip, nhưng theo một hàng dọc, để phân biệt với 4 ngôi sao được xếp thành hình thoi của các quân nhân mang quân hàm Thượng tướng được giữ lại trong khi chưa được thăng quân hàm.

## Danh sách Thống tướng Ukraina

### Quân đội
- Vitaliy Radetskyi, 30 tháng 11 năm 1993, Bộ trưởng Quốc phòng (1993–1994)
- Valeriy Hubenko, 25 tháng 1 năm 1994, Tư lệnh Biên phòng (1991–1995)
- Yevhen Marchuk, 23 tháng 3 năm 1994, Giám đốc Cục An ninh Ukraina (1991–1994)
- Volodymyr Radchenko, 1998, Giám đốc Cục An ninh Ukraina (1995–1998)
- Oleksandr Kuzmuk, 23 tháng 8 năm 1998, Bộ trưởng Quốc phòng (1996–2001)
- Leonid Derkach, 23 tháng 8 năm 2000, Giám đốc Cục An ninh Ukraina (1998–2001)
- Volodymyr Shkidchenko, 23 tháng 8 năm 2001, Tổng Tham mưu trưởng Lực lượng Vũ trang Ukraina (1998–2001)
- Ihor Drizhchanyi, 30 tháng 11 năm 2006, Giám đốc Cục An ninh Ukraina (2005–2006)
- Serhiy Kirichenko, 21 tháng 8 năm 2007, Tổng Tham mưu trưởng (2005–2009)
- Mykola Lytvyn, 20 tháng 8 năm 2008, Chỉ huy trưởng Biên phòng (2001–2014)
- Oleksandr Kikhtenko, 20 tháng 8 năm 2008, Tư lệnh Quân Nội vụ (2005–2010)
- Mykola Malomuzh, 28 tháng 11 năm 2008, Giám đốc Cơ quan Tình báo Đối ngoại (2005–2010)
- Ivan Svyda, 15 tháng 2 năm 2010, Tổng Tham mưu trưởng (2009–2010)
- Valeriy Khoroshkovsky, ngày 12 tháng 8 năm 2011, Giám đốc Cục An ninh Ukraina (2010–2012)
- Viktor Muzhenko, ngày 14 tháng 10 năm 2015, Tổng tham mưu trưởng kiêm Tổng tư lệnh các lực lượng vũ trang Ukraina (2014–2019)
- Stepan Poltorak, ngày 14 tháng 10 năm 2015, Bộ trưởng Quốc phòng Ukraina (2014–2019)

### Nội vụ
- Andriy Vasylyshyn, 19 tháng 8 năm 1993, Bộ trưởng Nội vụ (1990–1994)
- Vasyl Durdynets, 21 tháng 8 năm 1997, Phó Thủ tướng thứ nhất (1996–1997)
- Yury Kravchenko, 23 tháng 8 năm 1998, Bộ trưởng Nội vụ (1995–2001)
- Ivan Hladush, 20/08/2010, Giám đốc Bảo tàng Quốc gia Chernobyl
- Vitaliy Zakharchenko, 16 tháng 12 năm 2011, Bộ trưởng Nội vụ (2011–2014)